# Mazedonische Schule

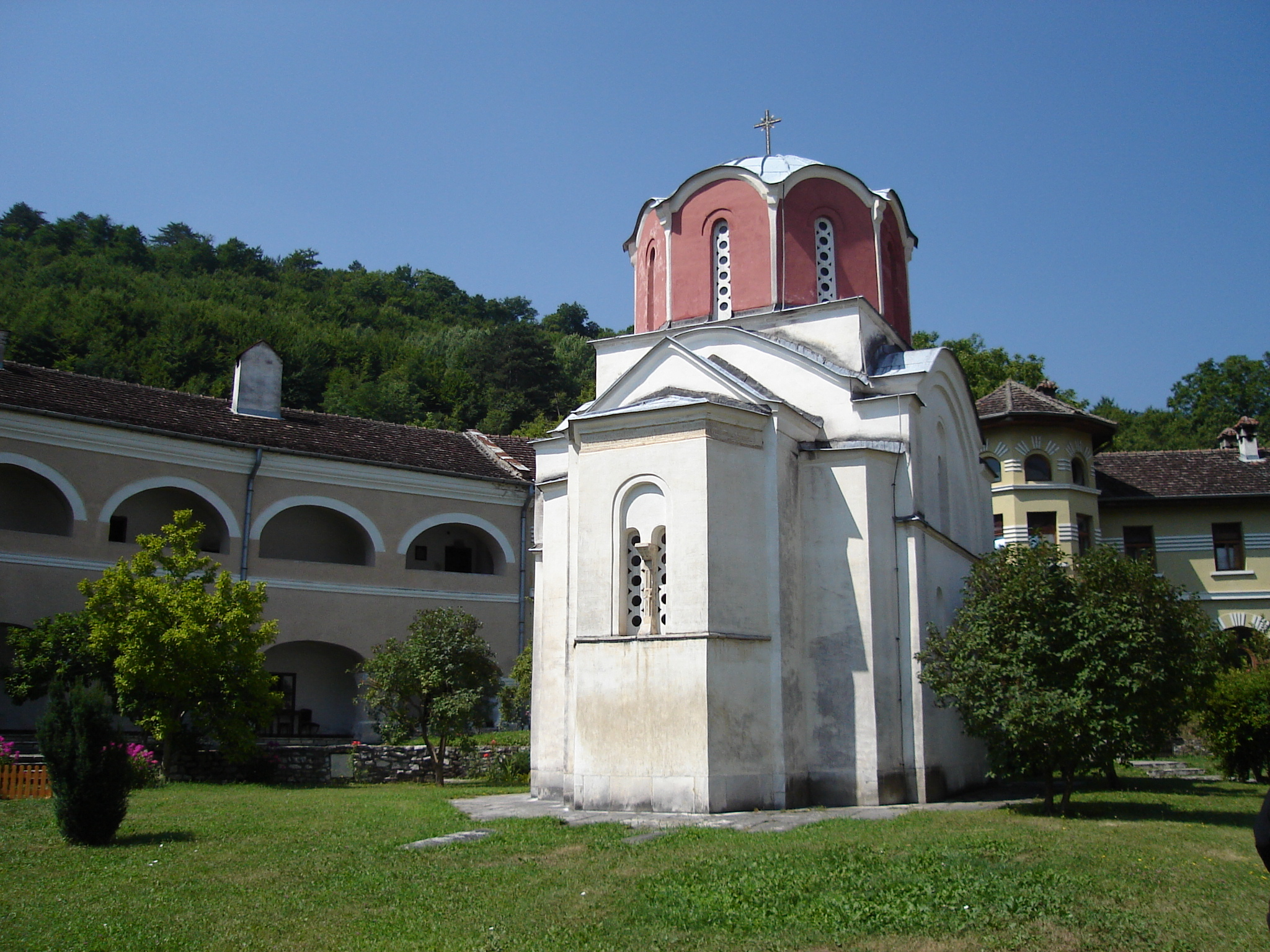
Königskirche von König Miutin um 1314 gestiftet

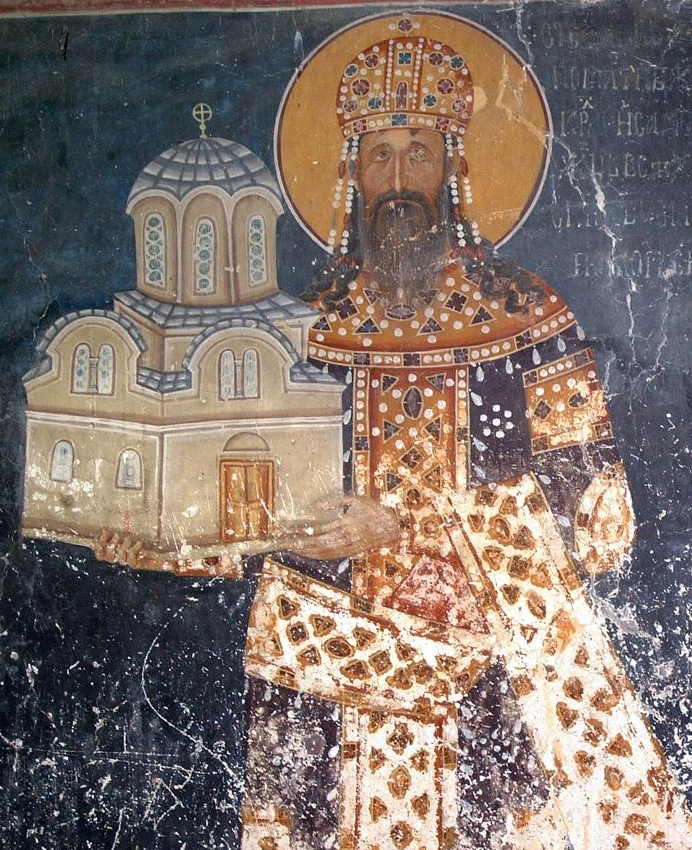
Stifterporträt Königskirche Studenica, 14. Jh.

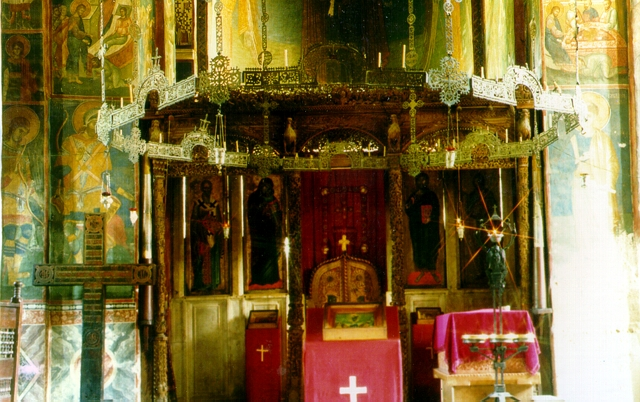
Ikonostase und schmiedeeiserner Choros im serbischen Königskloster Dečani (Raška-Schule), 1328–1335

Für die serbische Architektur und Malerei ist ab der Zeit von Stefan Uroš II. Milutin (1282–1321) der Stil der Palaiologischen Renaissance bindend. Von byzantinischen und bulgarischen Kunstzentren in Thessaloniki, Ohrid, oder dem Athos verbreitet sich dieser insbesondere in die mittelalterlichen serbischen Länder im heutigen Kosovo und benachbarten Mazedonien. Hier entstanden die Hauptwerke der mazedonischen Schule (so 1916 benannt von Gabrielle Millet), die in der Klosterkirche von Gračanica ihren Höhepunkt erreichten. Durch eine stärkere Akzentuierung des Baukörpers in der mazedonischen Schule ist die Entwicklung eines eigenständigen serbisch-byzantinischen Architekturstils zu erkennen, der sich in der abschließenden Periode der byzantinischen Kunst in Serbien in den Bauwerken der Morava-Schule voll ausbilden kann.

## Architektur
Ein direkter griechischer Einfluss ist in der Architektur der Bauwerke Milutins durch Vermittlung über die Architektur in Thessaloniki spürbar. Jedoch ist der Höhendrang der Bauwerke, die in Serbien errichtet werden, in der damaligen byzantinischen Kunst unbekannt. Erstmals werden in Serbien auch Fünfkuppelkirchen gebaut. Kreuzkuppelkirchen mit fünf Kuppeln sind Gračanica (1311–1321), Staro Nagoričane (1317–1318) und Bogorodica Ljeviška (1310–1313). Neben diesen Hauptwerken sind auch einfachere Kirchen mit nur einer Kuppel, wie die Kirche des hl. Erzengel Michael in Lesnovo aber insbesondere die königliche Kapelle (Königskirche) im Kloster Studenica zu nennen. Direktes Vorbild für die Bauwerke Milutins ist die Apostelkirche in Thessaloniki.
Siehe auch
Architektonische Übereinstimmungen zu den um ca. 2 Jahrhunderte später entstandenen Bengalischen Tempeln sind sowohl im Aufbau als auch in den in den Ecken heruntergezogenen Dächern sind deutlich erkennbar. Nähere Untersuchungen sind jedoch bislang nicht erfolgt.

## Fresken
Die palaiologische Renaissance fand durch die beiden Hofmaler König Milutins, Michael Astrapas und Eustychios, Eingang in die serbische Malerei. Die bewegten, detailreichen Figuren sind im Vergleich zur Monumentalmalerei der Raška-Schule stärker stilisiert. Die Maler der serbischen Klöster stammen aus der Malerschule von Ohrid. Eine Sonderstellung hat der Freskenzyklus im Kloster Visoki Dečani. Zwar ist das Kloster im Stil der Apulischen Gotik gebaut und gehört in den Kontext der Raska-Schule, doch sind die Fresken durch Stil und Figurenreichtum der mazedonischen Schule zuzurechnen. Sie erreichen aber nicht die Qualität der Fresken von Bogorodica Ljeviška, der Königskirche in Studenica oder von Gračanica.

## Ikonen
Nur wenige Ikonen sind aus der Zeit erhalten, darunter die fünf Standikonen der Ikonostase in Decani. Die langgliedrigen Figuren und feinen Zeichnungen sind ausgesprochen elegant. Bedeutend sind die Ikonen, die in Ohrid erhalten sind. Sie zeigen eine verschwenderische Benutzung von Goldgrund.

## Galerie

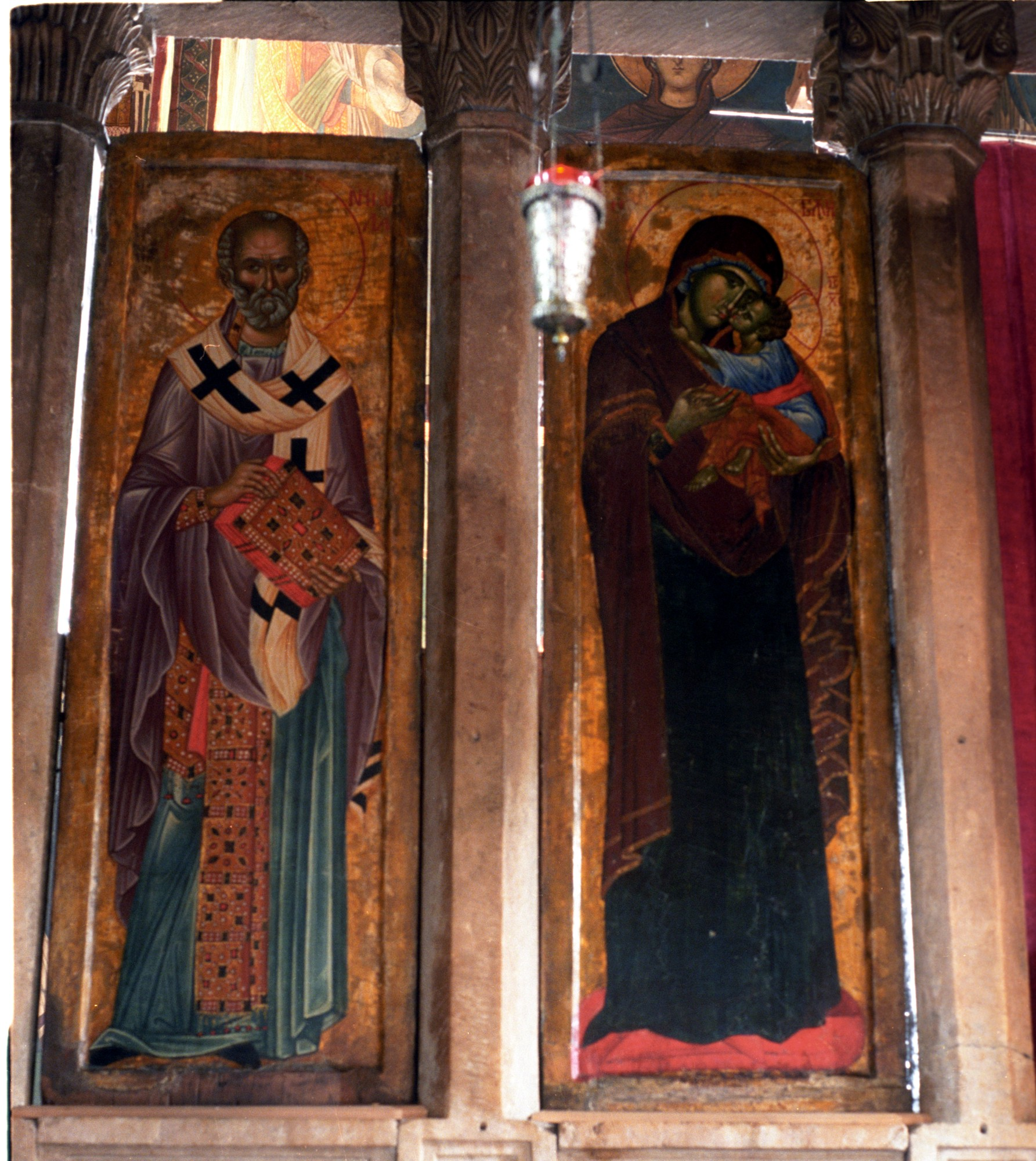
Ikonen im Kloster Decani von Zar Dušan, um 1350
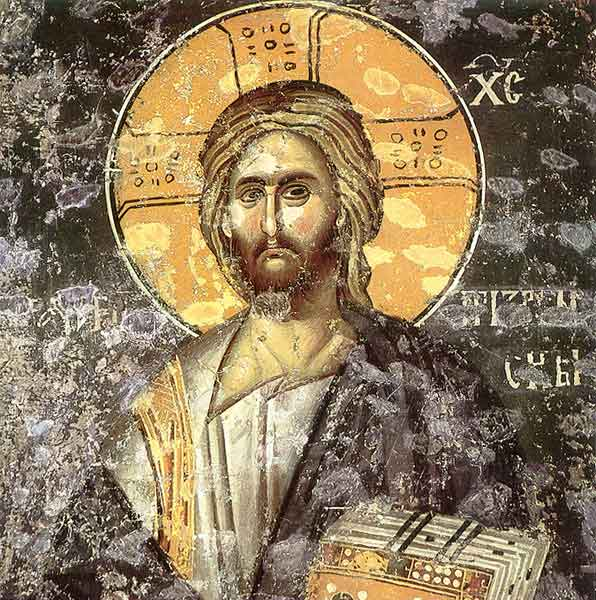
Freske, Anfang 14. Jh.
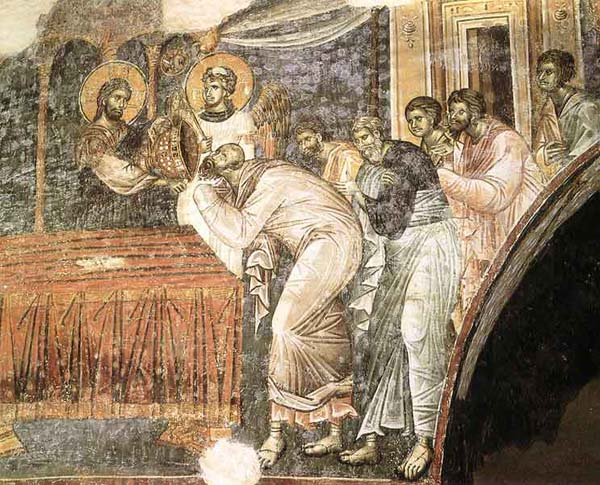
Freske, Anfang 14. Jh.
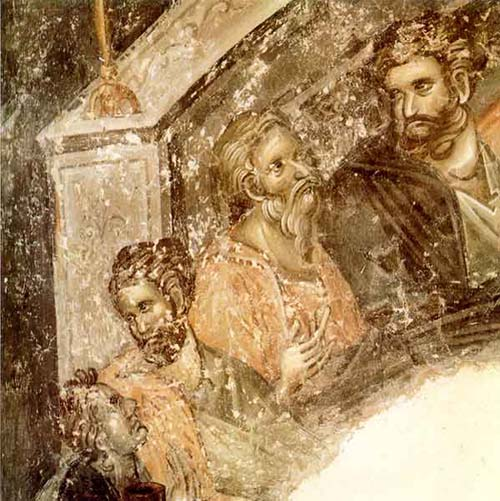
Freske, Anfang 14. Jh.
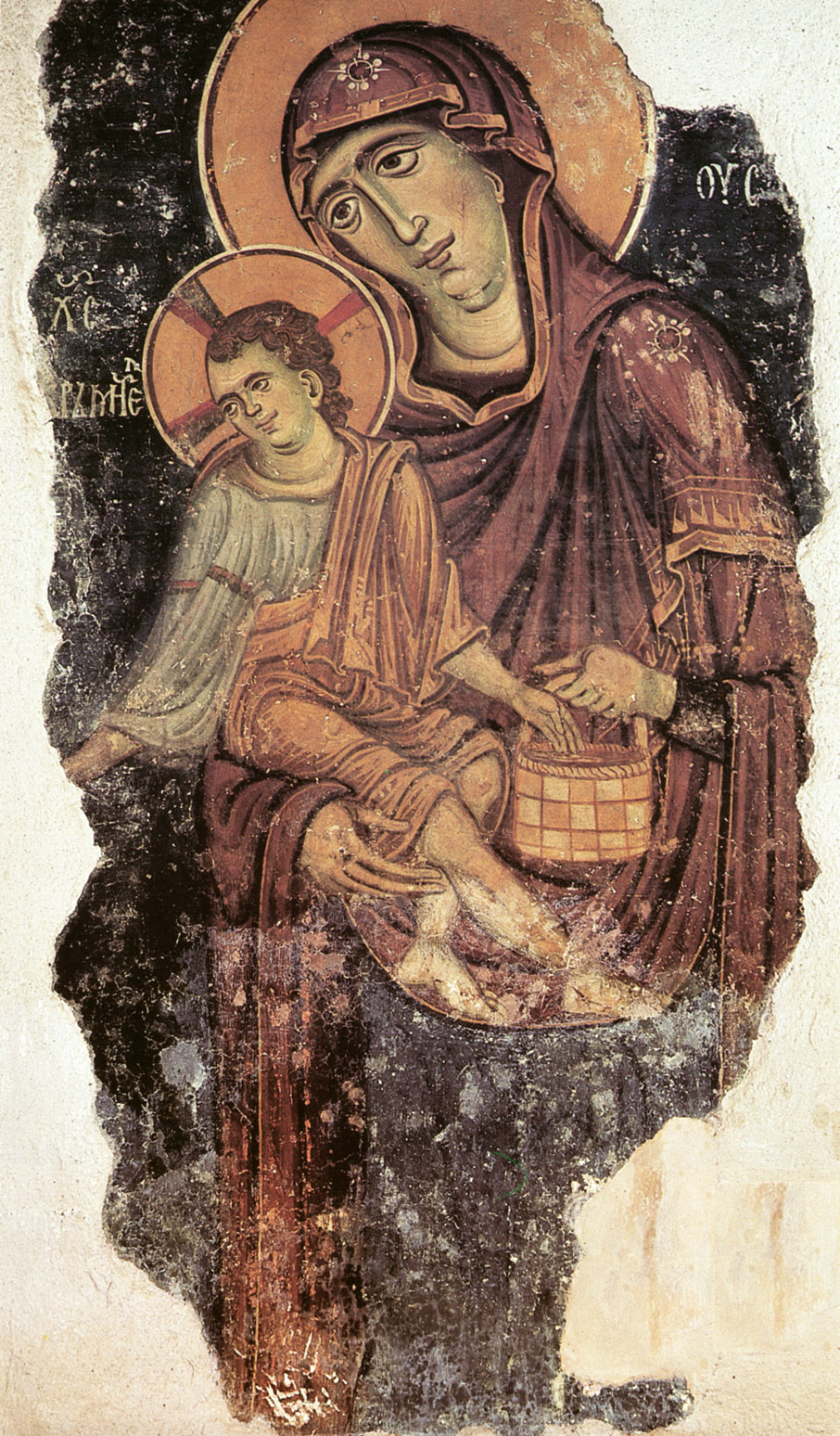
Freske, Anfang 14. Jh.
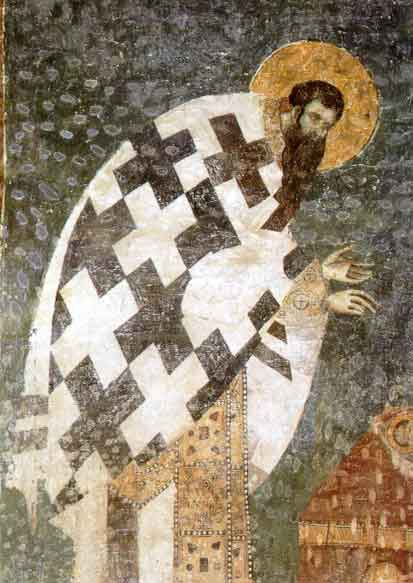
Freske, Anfang 14. Jh.
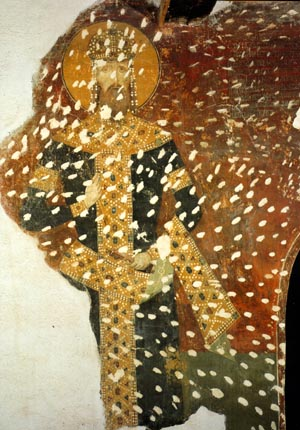
Freske, Anfang 14. Jh.
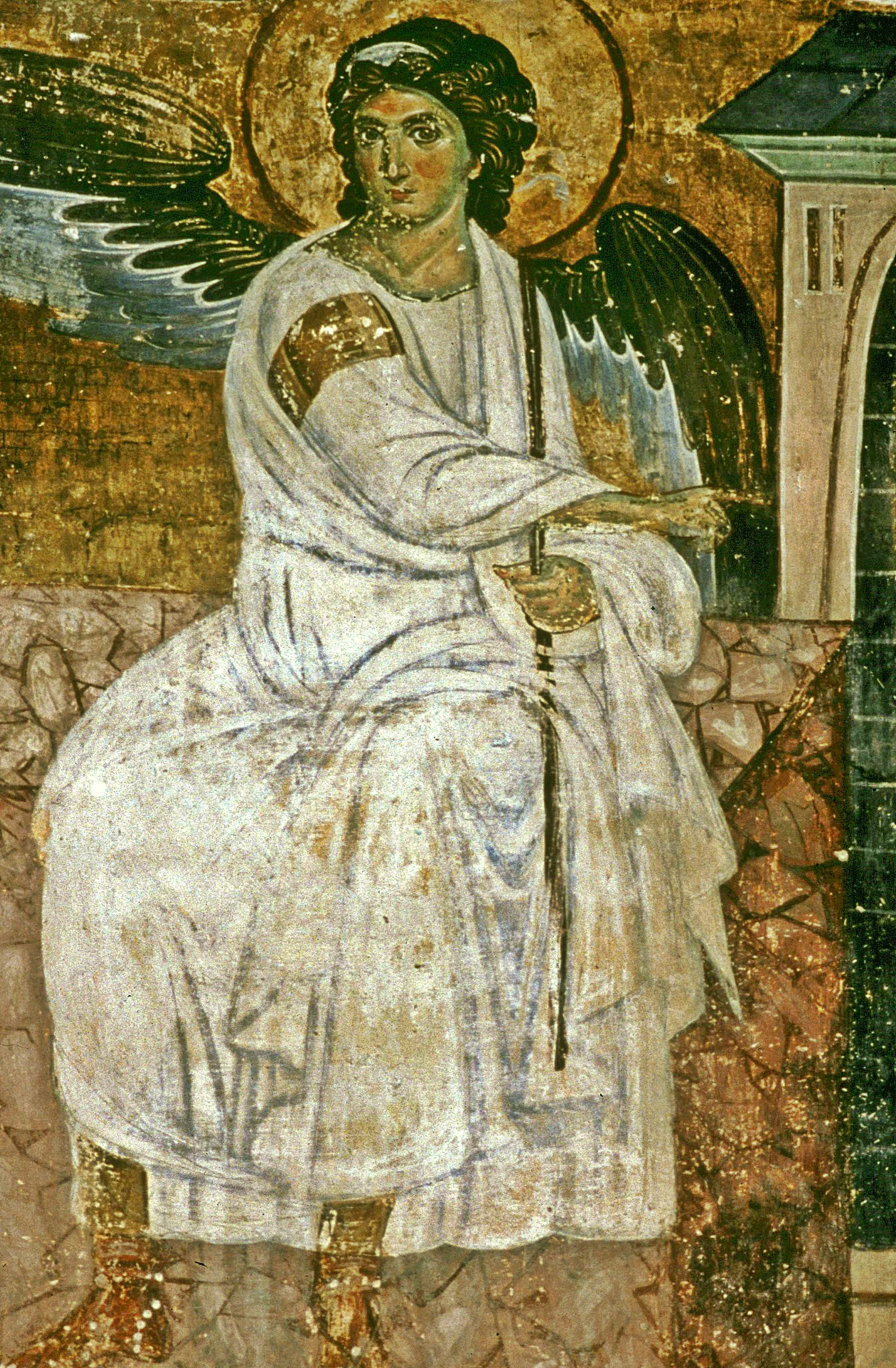
Mazedonische Schule: Weißer Engel von Milesevo, 13. Jh.